# Madzjarovo
Madzjarovo (bulgariska: Маджарово) är en ort i Bulgarien.   Den ligger i kommunen obsjtina Madzjarovo och regionen Chaskovo, i den södra delen av landet, 240 km sydost om huvudstaden Sofia. Madzjarovo ligger 164 meter över havet och antalet invånare är 1 319.
Terrängen runt Madzjarovo är huvudsakligen kuperad, men åt nordost är den platt. Madzjarovo ligger nere i en dal. Runt Madzjarovo är det glesbefolkat, med 8 invånare per kvadratkilometer.. Det finns inga andra samhällen i närheten.
I omgivningarna runt Madzjarovo växer i huvudsak blandskog.